# Palazzo Grimani

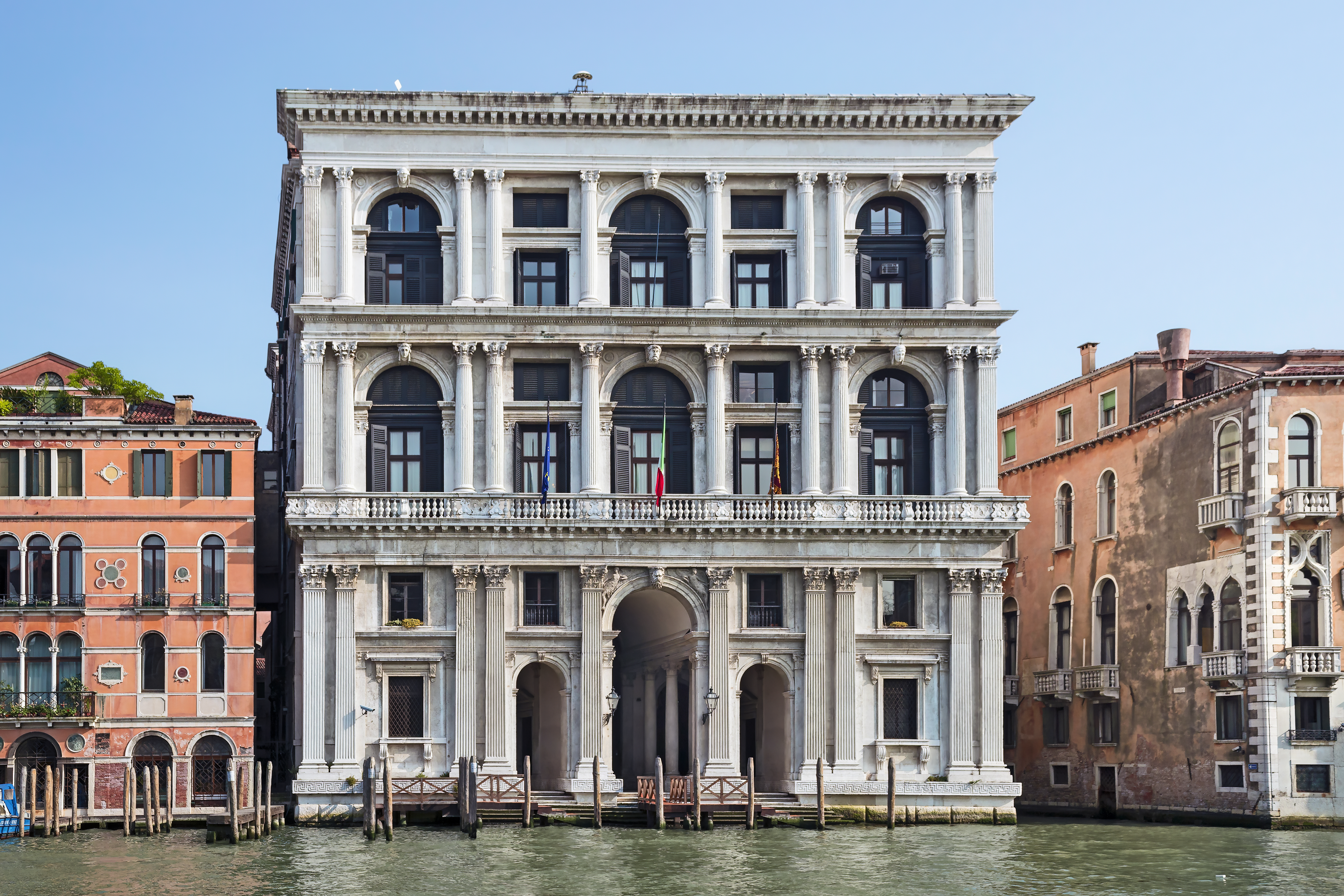
Palazzo Grimani. Zustand 2011

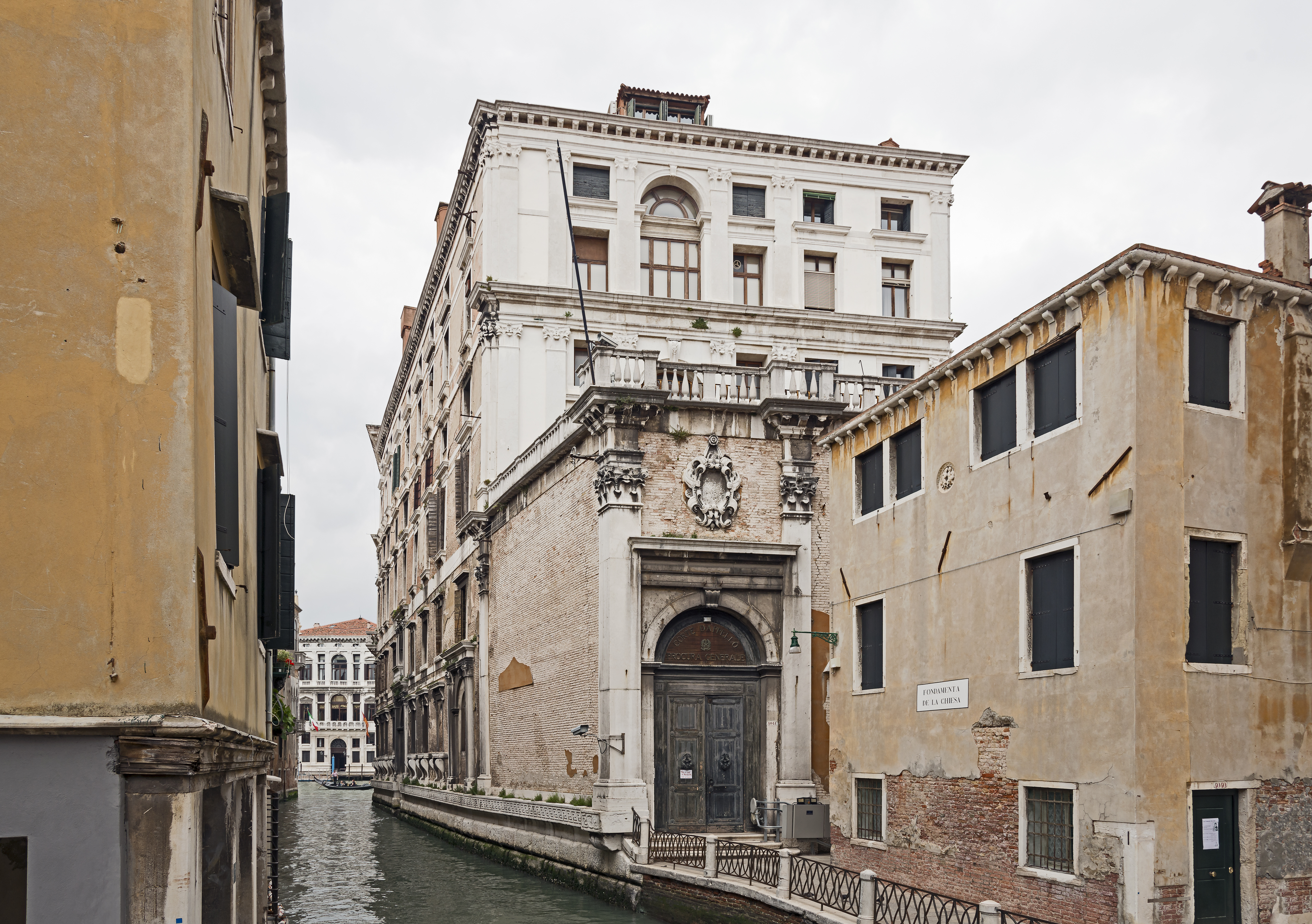
Fassade auf den Rio de San Luca

Der Palazzo Grimani (di San Luca) ist ein Renaissance-Palast in Venedig. Er liegt am Canal Grande in der Nähe der Rialtobrücke.

## Baugeschichte
Das ab 1556 für den Prokurator von San Marco, Girolamo Grimani, errichtete Gebäude ist ein Spätwerk des Architekten Michele Sanmicheli. Auch Andrea Palladio hatte – allerdings erfolglos – einen Entwurf eingereicht, der später in seinen Quattro libri dell'architettura (1570) publiziert wurde. Das ursprünglich nicht geplante zweite Obergeschoss wurde nach dem Tod von Sanmicheli im Jahre 1559 unter der Leitung von Giangiacomo de' Grigi aus Muggio hinzugefügt. Die Kunstgeschichtsschreibung neigt dazu, die Aufstockung wegen ihrer Auswirkung auf die Proportionen der Fassade zu kritisieren. Auch die Bauten in unmittelbarer Nachbarschaft des Palazzo Grimani werden von der Höhe des Bauwerks beinahe erdrückt.
Verschiedene Zweige der Familie Grimani besaßen in Venedig noch acht weitere Paläste aus unterschiedlichen Epochen, von denen heute noch sechs existieren.

## Architektur

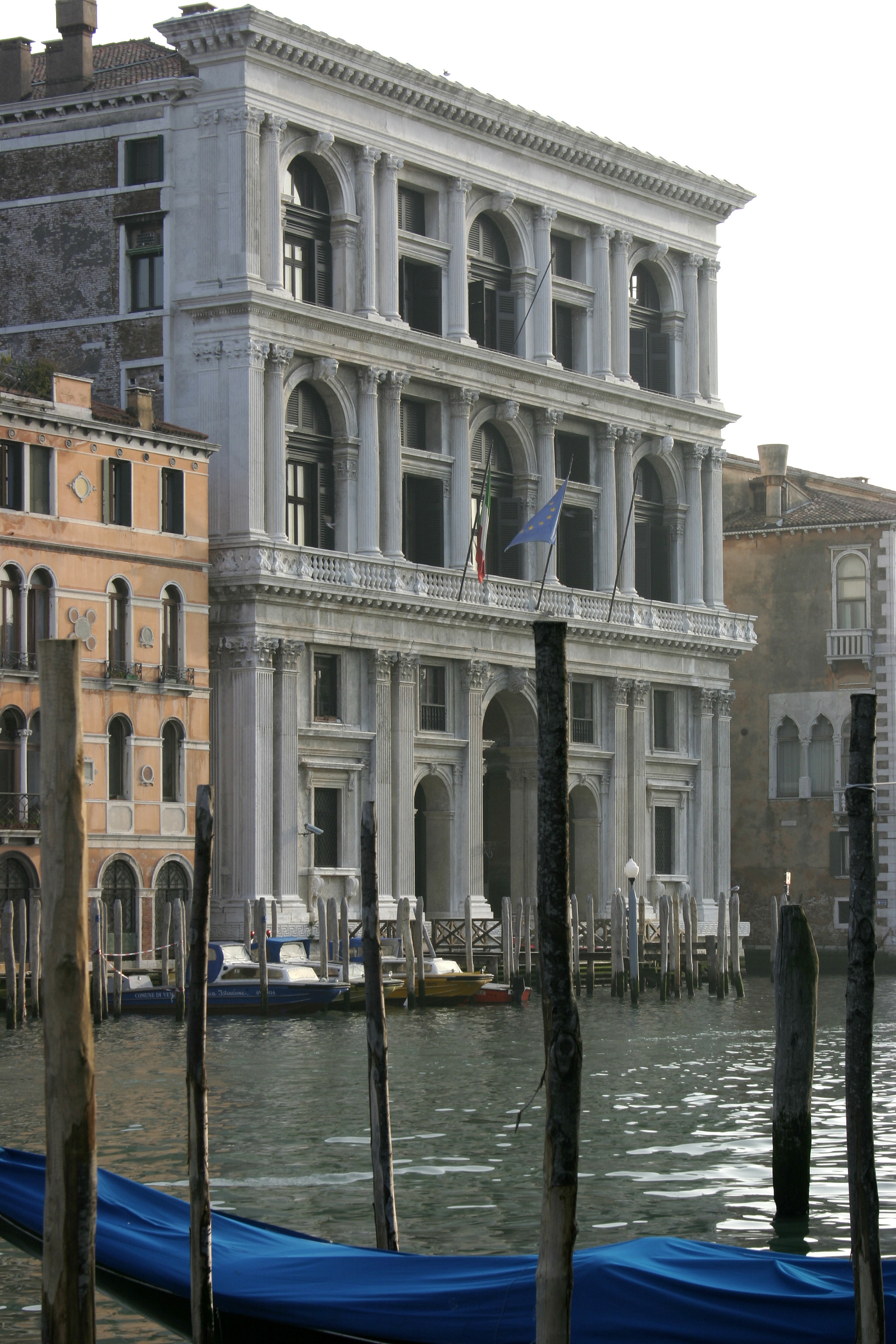
Palazzo Grimani im Häusergefüge am Canal Grande

Das Erdgeschoss der im Kontrast zu den umliegenden Bauten aus weißem Marmor errichteten Fassade des Palazzo Grimani wird dominiert von einem Triumphbogenschema in der Mitte. Während der mittlere Bogen die gesamte Höhe der Erdgeschossebene einnimmt, sind die seitlichen Teile deutlich niedriger; die übereinander liegenden Fenster deuten das Vorhandensein eines Mezzaningeschosses an. Im Mittelteil des Obergeschosses (piano nobile) ist das Triumphbogenmotiv zu einem bis auf den Boden reichenden Venezianischen Fenster abgewandelt, wobei die niedrigeren seitlichen Rechteckfenster durch Oberlichter überhöht sind. Die größeren äußeren Fensterbögen lassen den Ansatz zu einer Reihung des Motivs erahnen, wie es bereits am Palazzo Bevilacqua in Verona erkennbar ist, der ebenfalls von Sanmicheli stammt. Während das Erdgeschoss in der Vertikalen durch Pilaster gegliedert ist, finden sich im Obergeschoss – abgesehen von den Ecken des Bauwerks – Säulen. Erstmals ist an einer venezianischen Palastfassade ein scheinbar durchgehender Balkon zu sehen.

## Spätere Nutzung
Nach 1807 wurde der Palazzo Grimani unter österreichischer Verwaltung erst Postgebäude und dann der Appellationsgerichtshof für Venetien, was er heute noch ist.